# Bratkovice (Černuc)
Bratkovice (německy Bratkowitz) jsou vesnice a část obce Černuc v okrese Kladno ve Středočeském kraji. Nachází se v údolí Zlonického potoka, zhruba dva kilometry jihozápadně od Černuce a přes tři kilometry západně od Velvar.

## Historie
První písemná zmínka o vesnici pochází z roku 1318.

## Obyvatelstvo
| Rok            | 1869 | 1880 | 1890 | 1900 | 1910 | 1921 | 1930 | 1950 | 1961 | 1970 | 1980 | 1991 | 2001 | 2011 | 2021 |
| -------------- | ---- | ---- | ---- | ---- | ---- | ---- | ---- | ---- | ---- | ---- | ---- | ---- | ---- | ---- | ---- |
| Počet obyvatel | 245  | 284  | 265  | 273  | 243  | 232  | 260  | 182  | 146  | 145  | 120  | 107  | 107  | 121  | 126  |
| Počet domů     | 42   | 44   | 44   | 45   | 46   | 48   | 55   | 61   | 90   | 45   | 38   | 44   | 45   | 46   | 47   |

## Obecní správa
Při sčítání lidu v letech 1850–1979 Bratkovice byly samostatnou obcí, se kterým patřily nejprve do okresu Slaný, ale v letech 1921–1950 v okrese Kralupy nad Vltavou a od roku 1960 v okrese Kladno. Od 1. ledna 1980 jsou částí obce Černuc v okrese Kladno. V letech 1850–1979 k obci patřil Nabdín.

## Pamětihodnosti
- Kaple Panny Marie na návsi (kulturní památka)

## Osobnosti
Narodil se tu bratři:
- Jan Bělský (1815–1880), architekt a stavitel
- Václav Bělský (1818–1878), pražský purkmistr v letech 1863–1867
- Karel Krohn (1846–1913), zakladatel prvního neněmeckého dobrovolného hasičského sboru v Čechách a starosta města Velvary v letech 1881–1890